# Elisabeth Schiemann
Elisabeth Schiemann (Fellin, 15 agosto 1881 – Berlino Ovest, 3 gennaio 1972) è stata una genetista e botanica tedesca, attiva nella resistenza tedesca durante il periodo della Germania nazista.

## Formazione
Elisabeth Schiemann nasce nell'Impero russo a Fellin (Viljandi, in Estonia) nel Governatorato della Livonia; il padre era lo storico Theodor Schiemann (1847-1921), la madre Caroline von Mulert. Nel 1887 la famiglia, composta da altri quattro figli, si trasferisce a Berlino. 
Frequenta dapprima dei corsi per diventare insegnante e in seguito, dal 1906 come uditore e dal 1908 come regolare iscritta, la facoltà di scienze naturali all'Università Friedrich Wilhelm Berlino, uno dei suoi docenti è Erwin Baur, nel 1912 la sua tesi di dottorato si occupa delle "Mutazioni dell'Aspergillus niger van Tieghem", dal 1914 è assistente presso l'istituto di ricerca sulla genetica dell'Università di agraria di Berlino (Landwirtschaftliche Hochschule Berlin) guidato da Baur.

## Attività di ricerca
Nel 1924 ottiene l'abilitazione per la docenza con una tesi sui tipi estivi e invernali di orzo e nel 1931 diviene docente privata, per quanto riguarda la ricerca il suo ambito di studio è quello della storia delle coltivazioni (paleobotanica) dal 1931 al 1943 è ricercatrice presso l'Istituto Botanico di Berlino-Dahlem, nel 1932 pubblica il suo libro "Die Entstehung der Kulturpflanzen" che diviene uno dei testi di riferimento per lo studio delle coltivazioni. Nel 1943 pubblicherà con lo stesso titolo una nuova trattazione sulle coltivazioni nella rivista di settore Ergebnisse der Biologie. 
Esprime apertamente il suo dissenso contro le politiche razziali del Partito Nazionalsocialista, contro le sue teorie pseudoscientifiche e contro la persecuzione degli ebrei e l'abrogazione del pluripartitismo. Per questo entra in conflitto con il regime e dopo una denuncia nel 1940 le viene revocata l'abilitazione alla docenza.
Nel 1943 assume la direzione dell'istituto per la storia delle coltivazioni, situato a Berlino, presso il neo-costituito "Kaiser-Wilhelm-Institut für Kulturpflanzenforschung" con sede a Vienna. Nel 1946 le viene assegnata una cattedra all'Università di Berlino dove prosegue l'attività di ricerca fino al 1956, anno del pensionamento.
Muore a Berlino nel 1970, la sua tomba si trova nel cimitero di St.-Annen a Dahlem.

## Attività nella resistenza

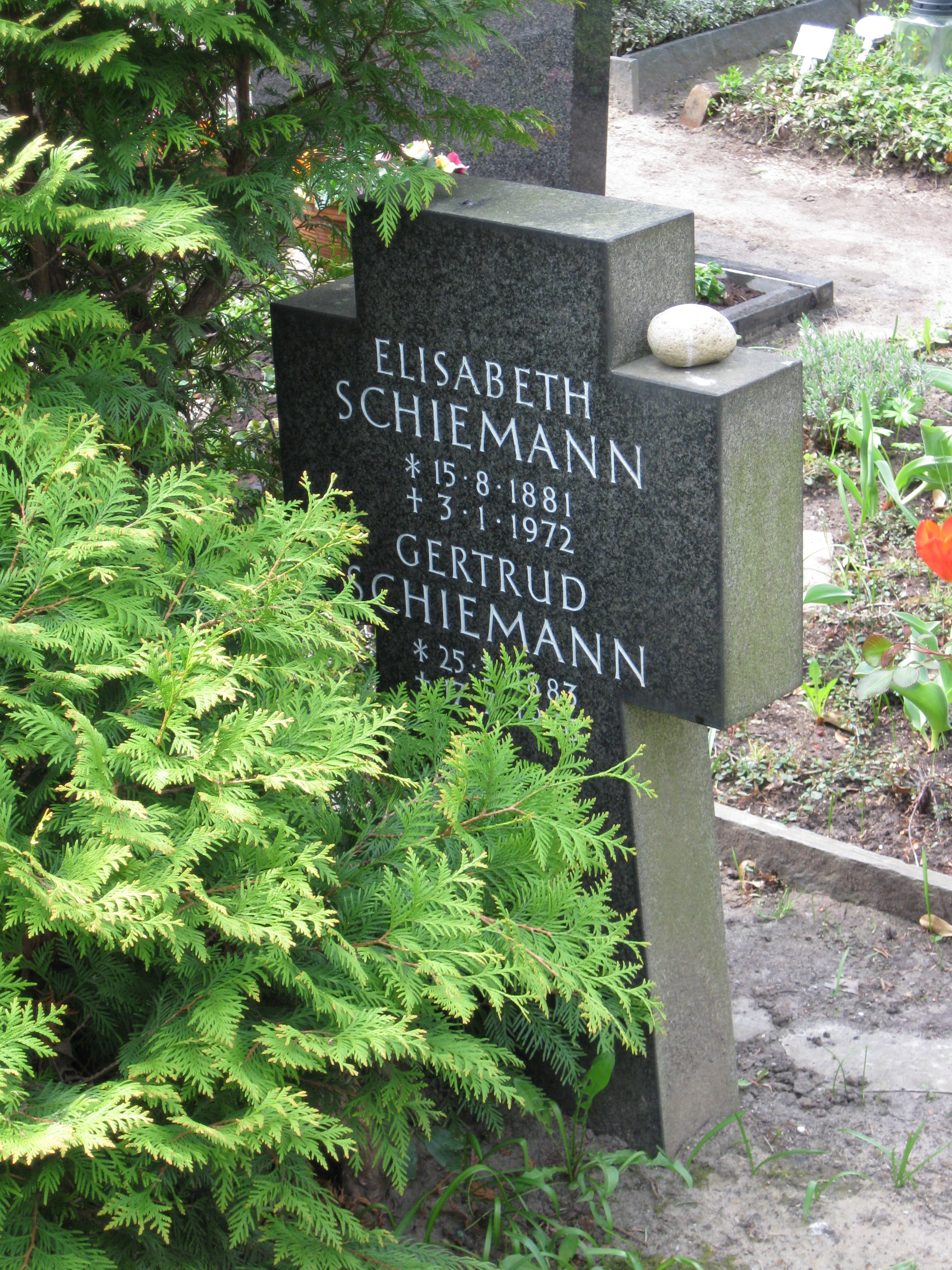
La tomba di Elisabeth Schiemann

Dal 1934 è membro della Chiesa confessante, insieme alla sorella Gertrud si impegna attivamente per esprimere il suo dissenso nei confronti del regime e in difesa di colleghi ebrei. Nel 1941 aiuta due sorelle di origine ebrea a fuggire a Monaco dove vengono nascoste da amici fino alla fine della guerra.

## Riconoscimenti
Nominata membro scientifico della Società Max Planck nel 1953. Nel 1954 le viene conferito l'Ordine al merito di Germania di prima classe, nello stesso anno diviene membro della Société botanique de France. Nel 1956 viene ammessa all'Accademia Cesarea Leopoldina.
Il 16 dicembre del 2014 lo Yad Vashem la riconobbe come Giusto tra le nazioni